# Эрикссон, Дан-Ола
Дан-О́ла Э́рикссон (швед. Dan-Ola Eriksson; род. 12 сентября 1963, Хаммердаль, Емтланд) — шведский кёрлингист.

## Карьера
В составе мужской сборной команды Швеции участник чемпионата мира 1991, а также зимних Олимпийских игр 1988 и 1992 (на обеих Играх кёрлинг был представлен как демонстрационный вид спорта). В составе мужской сборной команды ветеранов Швеции участник чемпионата мира 2019.
В основном играет на позиции четвёртого, был скипом команды.

## Команды
| Сезон   | Четвёртый        | Третий            | Второй            | Первый           | Запасной                                 | Турниры                       |
| ------- | ---------------- | ----------------- | ----------------- | ---------------- | ---------------------------------------- | ----------------------------- |
| 1984—85 | Дан-Ола Эрикссон | Юнас Шёландер     | Кристер Нюлунд    | Stig Pettersson  |                                          | ЧШЮ 1985 · ЧМЮ 1985 (5 место) |
| 1987—88 | Дан-Ола Эрикссон | Андерс Тидхольм   | Юнас Шёландер     | Кристер Нюлунд   | Сёрен Гран                               | ЗОИ 1988 (демо) (5 место)     |
| 1990—91 | Дан-Ола Эрикссон | Сёрен Гран        | Юнас Шёландер     | Стефан Хольмен   | Хокан Функ                               | ЧМ 1991 (6 место)             |
| 1991—92 | Дан-Ола Эрикссон | Сёрен Гран        | Юнас Шёландер     | Стефан Хольмен   | Хокан Функ                               | ЗОИ 1992 (демо) (8 место)     |
| 2017—18 | Пер Карлсен      | Дан-Ола Эрикссон  | Фредрик Хальстрём | Никлас Берггрен  | Томми Олин                               | ЧШВ 2018 (4 место)            |
| 2018—19 | Пер Нурен        | Пер Карлсен       | Фредрик Хальстрём | Томми Олин       | Дан-Ола Эрикссон тренер: Никлас Берггрен | ЧМВ 2019 (5 место)            |
| 2022—23 | Niclas Perem     | Дан-Ола Эрикссон  | Torbjörn Harnesk  | Bo Andersson     | Dag Michaelsen                           | ЧШМ 2023 (12 место)           |
| 2024—25 | Дан-Ола Эрикссон | Фредрик Хальстрём | Томми Олин        | Рикард Хальстрём | Пер Карлсен тренер: Никлас Берггрен      | ЧМВ 2025 (9 место)            |

(скипы выделены полужирным шрифтом)

## Достижения
- Чемпионат Швеции по кёрлингу среди юниоров: золото (1985).